# Laurens Molenkamp
Laurens Wigbolt Molenkamp (Garrelsweer, 1956) is een Nederlands natuurkundige. Molenkamp studeerde aan de Rijksuniversiteit Groningen en promoveerde ook aan die universiteit. Sinds 1999 is hij hoogleraar aan de Julius Maximilians-Universiteit in Würzburg. In 2013 werd hij buitenlands lid van de Koninklijke Nederlandse Akademie van Wetenschappen.

## Onderscheidingen
- Redakteur, American Physical Society
- 2010 Europhysics Prijs
- 2012 Oliver E. Buckley Condensed Matter Prijs
- 2013 Physics Frontiers Prize (genomineerd voor de Fundamental Physics Prijs)
- 2013 Buitenlands lid van Koninklijke Nederlandse Akademie van Wetenschappen[1]
- 2014 Gottfried Wilhelm Leibniz Prijs[2][3]
- 2017 Stern-Gerlach Medaille